# 100万回きかせてよ
『100万回きかせてよ』（ひゃくまんかいきかせてよ）は、おおばやしみゆきによる日本の漫画作品。『ちゃお』（小学館）にて、1999年5月号から2000年2月号まで連載された。単行本は全2巻。金持ちではない生徒を「超庶民」と呼ぶなど、差別的な表現が多い。

## あらすじ
慎ましやかに生活する超庶民の浦島すぐりは、超お金持ちの従兄弟であるすばるに告白するが、玉砕する。悲しみに暮れていたすぐりだが、両親が海外赴任するために日本に一人残ったすばるが浦島家に居候することになり…。

## 登場人物

### 浦島家
トム
初期の事実上の主人公。浦島家で飼われている雄のシャム猫。体毛は全身黒。一人称は「オレ」稀に「ぼく」。語尾には「にゃー」がついている。本作の初期～中期にかけての狂言回し的な役割を担っており、浦島家の日常やすぐりとすばるの恋模様などはトムの目線から描かれている。しかし中期～後期からはすぐりの学校生活がメインのストーリーとなったため、トムの出番は激減し、低年齢の読者にも分かりやすく物事を解説する役割のキャラクターとなっている。
血統書付きのシャム猫から生まれるが、徐々に体毛が色づいてくるシャム猫の兄弟の中で唯一生まれつき真っ黒な身体で生まれたために、縁起が悪いとして引き取り手が見つからなかった。その頃に幼いすぐりと出会い、「ブラックキャットは幸運（ブラック→luck＝幸運）の猫」として貰われた事から、すぐりには多大な恩を感じており、非常に懐いている。すぐりを大切に思うがために彼女を振ったすばるが気に入らず、すばるが浦島家にやってきた時はすばるを追い出そうと画策するすぐりの手伝いをしたり、すぐりがすばると和解した後も嫌がらせをするなどしている。しかしその後、すぐりの幸せを第一に考え、後に歩み寄るようになる。
すぐりに叱られ傷心の時に家を飛び出し、憂さ晴らしに巨大な野良猫と戦って怪我を負いながらも勝利するなど、飼い猫でありながらも喧嘩は強く、性格はワイルド。人の食事風景をじっと見つめられずにはいられないという癖を持つ。素足で身体を撫でられるのは好きだが、抱っこされるのは嫌い。
番外編の『100万回いわせてよ』では主役を務めており、事故死したところを天使の天音に救われ、黒髪に色黒の人間の少年の姿となり、3日間の間正体を隠して浦島家に戻ってくる。天音曰く「相当の美猫」らしく、人間としての姿は美形。
浦島 すぐり（うらしま - ）
本作のヒロインであり、もう一人の主人公。第1話開始時中学2年生。
父親は仕事の都合で半年に1度しか家に戻らず、ほとんど母親とトムとの3人暮らし。1ヶ月のお小遣いは500円で、超お金持ちのすばるとは対照的に、貧乏暮らしに近い生活をしている。（という設定だが、絵的には綺麗で大きな家に住んでおり、貧乏さは微塵も感じられない。）
明るく細かいことは気にしない女の子。少々天然の気がある。同い年の従兄弟であるすばるが幼い頃から大好きで、バレンタインデーに告白するが、振られてしまい連日家で号泣する。すばるが自宅に居候することになり、気まずさから「この家は男が早死にする」などの嘘をついてなんとか追い出そうとするが、すばるに嫌われていたことが誤解と分かり再度アタックするようになる。夏子を始めとした生徒会メンバーからの嫌がらせに気づかず、全て好意と受け取るなど、素直で前向きな性格。持ち前の明るさもあって夏子以外の生徒会メンバーからは好かれ、お気に入りの存在となる。
自宅ではトイレに鍵を掛けない、風呂上がりにバスタオル一枚でリビングを駆け抜ける、休日は昼過ぎまでパジャマのままでいる、風呂に入りながらトムに洗面器で水をやるなどずぼらな性格で、これは母親の性格をそのまま受け継いでいる。
アイスクリームが何よりも好きだが、これは幼い頃のすばるとのある出来事が理由であり、すばるを好きになったきっかけでもある。
王谷 すばる（おうたに - ）
すぐりの同い年の従兄弟（すぐりの母親の妹の息子）で、大手ホテルチェーン王谷の御曹司。
すぐりがすばるを見ると恥ずかしさのあまり逃げたり睨んだりしてしまうために、すぐりとはほとんど話したことがなく、逆に嫌われていると思い込んでいた。学校で突然すぐりに告白され、戸惑った末に断ってしまうが、お互いをもっと知るために両親の海外赴任について行かず、浦島家に世話になることを自分から望んだ。すぐりと生活するうちに、すぐりの素直さや明るさに触れ、好意を持つようになり、やがて婚約者として交際することになる。
大財閥の息子らしく、茶の作法やテーブルマナーは完璧に身につけている。好物は寿司で、カレーライスやオムライスといったおかずのない一品料理に慣れていない。これを来客時のごちそうと思い込んでいて、なおかつ5日連続で同じメニューを食事に出してくる浦島家との価値観の違いに悩むこともある。自分専用のゴールドカードを与えられているが、浦島家に居候することになってからはすぐりの母に取り上げられ、すぐりと同じ1ヶ月500円のお小遣いをやりくりしている。
学校では生徒会のメンバーで、控えめで真面目な性格で生徒達の羨望の的。自分より目立ちながら何でも完璧にこなしてしまうことから副会長の吉光に嫌われている。
すぐりの母
すぐりの母親。すぐりやトムにはママと呼ばれている。妹の子であるすばるを家で引き受ける。
食事の支度が面倒で夕食を卵かけご飯のみにする、1個のティーバッグで5杯分の紅茶を作る、5日連続で同じメニューを食事に出すなどずぼらな性格で、その性格は娘のすぐりにも受け継がれている。ミーハーな性格でもあり、すぐりとすばるが婚約していると知った時は玉の輿とはしゃぎ、2人の婚約解消後にすぐりが吉光に婚約を迫られた時は大喜びで勝手に承諾した。

### 生徒会
三千院　夏子（さんぜんいん なつこ）
すぐりとすばるの隣のクラスの少女。生徒会書記。美人でおしとやかなお嬢様で、何人もの取り巻きを連れているが、実はそれは外面だけで、本性は口が悪く、玉の輿目当てですばるを狙う貪欲な性格。決して自分の手は汚さずに、気に入らない者は徹底的にいじめ抜いてきたが、生徒会メンバーにだけは密かにそのことを知られている。
バレンタインデーにすばるに告白しようとしていたが、すぐりに先を越される。すぐりが振られたことが学校中の噂になった後は後追いと思われるのを嫌い、時機を見たところでいよいよすばるに告白しようとするが、その時既にすばるはすぐりと交際していたことから、すぐりを逆恨みするようになる。取り巻きと生徒会に悪い噂を流し、すぐりをいじめさせるように仕向けるが、失敗。すぐりとすばるが婚約を解消した後は、すばるを追いかけて自分も留学の手続きを取るが、すばるが土壇場で留学を取り止めたため単身渡米してしまう。
その後はすばるの母と共に日本に戻ってくるが、すばるの母にもすぐりの悪い噂を流し、王谷家公認の婚約者に成り上がろうとする。しかしすぐりとの料理対決でインチキを仕掛けたことがすばるの母にばれ、すばる本人にも「人徳がない」ことを指摘され、すばるを諦める。
吉光 朋江（よしみつ ともえ）
すぐりとすばるの学校の生徒会副会長。大財閥である友長コンツェルンの御曹司。茶の作法において右に出るものはいないと豪語するほどの腕前。顔がそっくりな妹がいる。
自分より目立っており、すました顔で何でも完璧にこなしてしまうすばるを生意気として嫌っている。
夏子からすぐりの悪い噂を聞き、面白半分で恥をかかせようと生徒会メンバー全体で画策し、茶の作法を知らないと知りながら茶会に招待してすぐりを陥れようとする。その後、すばるにそれを指摘され、腹いせに代わりに茶会の亭主を務めるように言うが、それも簡単にこなされてしまう。
ひょんなことからすぐりのアイスを台無しにしてしまい号泣され、アイスを300個奢ることを約束する。すぐりの笑顔を見るうちにすぐりをもっと喜ばせたいと感じるようになり、何度もアイスを奢るうちにすぐりを好きになったことに気づく。その後すぐりに告白し、すばるには宣戦布告する。
夏子の本性を知っていて放置していたが、すぐりに手を出したことを知り、徹底的に叩き潰そうと他の生徒会メンバーと共にすぐりを特訓する。
皇花（おうか）
すぐりとすばるの学校の生徒会長。代々公家の一族に生まれた、夏子曰く世が世なら本物のお姫様。弓道と和の作法に精通している。クールな雰囲気を持ち、貴族のような喋り方をする。
夏子からすぐりの悪い噂を聞き、すばるの婚約者として相応しいかどうか見極めるために面白半分で茶会に招待する。すばるが茶会に乗り込んだことで険悪になってしまった雰囲気をすぐりが和ませたことで、すぐりを気に入るようになる。
夏子の本性を知っているが、自分に楯突かないうちは放置していた。お気に入りのすぐりに宣戦布告したことを知り、夏子を徹底的に叩き潰すため、すぐりに和のマナーを徹底的に教育する。
煌姫（あきひ）
すぐりとすばるの学校の生徒会副会長。イギリス公爵の血を引く本物の貴族で、社交界デビューを果たしている。眼鏡を掛けており、物静かで落ち着いた雰囲気を持つ。皇花とは仲が良い。洋の文化や作法に精通している。
気難しい人物で、作法を知らない者が茶会に出ることを良しとしない。吉光や皇花と共にすぐりを半ば糾弾するために茶会に招待するが、すぐりの明るさと素直さに触れ、すぐりを気に入るようになる。
夏子の本性を知っているが、吉光と皇花と同じく自分に楯突かないうちは放置していた。お気に入りのすぐりに宣戦布告したことを知り、夏子を徹底的に叩き潰すため、洋のマナーや会食に当たっての姿勢指導をすぐりに徹底的に教育する。夏子もこれまでと笑い出すなど、腹黒い一面がある。

### その他
すばるの母
すばるの母親。すぐりの母の妹で、王谷チェーンの夫人。
すばるを浦島家に預けて夫婦で海外赴任していたが、夏子からすぐりとすばるが婚約したことを聞き、「ずぼらな姉さんの子に王谷の嫁は務まらない」と猛反対で帰国する。夏子のすぐりへの悪口を信じてすぐりを徹底的に敵視し、結果的に夏子を選ぶと決めていながらも、婚約者の座をかけての勝負を提案する。しかし、すぐりの完璧なマナーや明るく素直な性格に触れ、次第に疑問を持ち始めた頃に夏子の陰謀を知り、最終的にすぐりを認める。
すぐりやすばるがまだ幼い頃は、よくすぐりを家に招いていた。
天音（あまね）
番外編『100万回いわせてよ』に登場する天使。事故死したトムを人間にし、3日間だけ浦島家に戻るチャンスを与える。
作者の作品『エンジェル・ハント』の主人公である椎名天音のモデルとなったキャラクター。

## 備考
- 本作品は作者が絵柄を変化させようと試行していた最中の作品であり、第7話において突然第6話までとは全く違う絵柄で本誌に掲載された。あまりにも突然の変化に読者は戸惑いを隠せず、作者は後に公開された公式HPで「体調を心配するお手紙や戸惑いのお手紙、メッセージをたくさんもらった」と告白している。第8話から最終回までは以前の絵柄寄りの絵柄に戻って掲載され、第7話はコミックスではコマ割を含め大幅に修正された状態で収録されたが、コミックスの表紙は1巻と2巻共に新しい絵柄で描かれており、本編の絵柄とはかなりの差異がある。
- 本作終了後の新連載『きらきら☆迷宮』は第1話から新しい絵柄で描かれており、全編においてそれまでの連載作とは絵柄が一変している。

## 書誌情報
- おおばやしみゆき『100万回きかせてよ』小学館〈ちゃおフラワーコミックス〉全2巻
  1. 1999年11月発売[1]、ISBN 4-09-137851-X
  2. 2000年2月発売[2]、ISBN 4-09-137852-8